# Phare de Sixaola
 (octobre 2019).
Le phare de Sixaola (en espagnol : Faro de Sixaola) est un phare actif situé sur la rive panaméenne de l'embouchure du rio Sixaola dans la province de Bocas del Toro au Panama. Il est géré par la Panama Canal Authority .

## Histoire
Le phare marque la frontière entre le Costa Rica et le Panama.

## Description
Ce phare est une tour carrée en acier à claire-voie, avec une galerie et une lanterne de 12 m de haut. La tour est peinte en blanc. Il émet, à une hauteur focale de 14 m, un éclat blanc par période de 10 secondes. Sa portée n'est pas connue.
Identifiant : ARLHS : PAN-... - Amirauté : J6072 - NGA : 110-16527 .

### Lien connexe
- Liste des phares du Panama